# Victor Kugler
Victor Kugler (Vrchlabí, 6 giugno 1900 – Toronto, 14 dicembre 1981) è stato un dirigente d'azienda tedesco.
È stato una delle persone che protessero Anna Frank, famiglia e amici durante l'occupazione dei Paesi Bassi da parte della Germania nazista. Nell'edizione del 1947 del famoso Diario era indicato come "il signor Kraler".

## Biografia

### Primi anni
Nato a Hohenelbe (oggi Vrchlabí), all'epoca facente parte dell'Impero austro-ungarico, una volta completati gli studi si arruolò alla marina militare dell'Impero, partecipando alla prima guerra mondiale. Venne congedato nel 1918 a seguito di una ferita.
Si trasferì in Germania e trovò lavoro come elettricista. Nel 1920 si trasferì a Utrecht, nei Paesi Bassi, lavorando presso una ditta produttrice di pectina. Nel 1924 si unì alla sede di Amsterdam della Opekta come vice di Otto Frank. Di profonda fede luterana, venne descritto da Miep Gies come "un bell'uomo, serio, non scherzava mai... gentile e leale con i dipendenti e molto riservato". Ottenne la cittadinanza olandese nel maggio del 1938. Nel 1940 accettò di diventare direttore della ditta (che cambiò il nome in Gies & Co.), incarico offertogli da Otto Frank per evitare la confisca della ditta da parte dei nazisti. Durante la guerra, lui e la moglie Laura Maria Buntenbach-Kugler (10 maggio 1895 - 6 dicembre 1952) vissero a Hilversum, a circa ventisei chilometri da Amsterdam; la coppia non ebbe figli.

### La protezione dei clandestini
Dal luglio 1942 all'agosto 1944 si unì ai colleghi Miep Gies, Johannes Kleiman e Bep Voskuijl per nascondere la famiglia di Otto Frank (la moglie e le due figlie, tra le quali Anna) e altri conoscenti presso una parte dell'edificio sede della ditta, al numero 263 lungo il canale Prinsengracht nel cuore di Amsterdam. Venne arrestato il 4 agosto 1944 dalla polizia tedesca che, dopo una soffiata, fece irruzione nell'alloggio arrestando tutti i presenti, rifugiati e alcuni protettori.
Dopo un interrogatorio da parte della Gestapo, venne condotto in una prigione per ebrei e "prigionieri politici". Il 7 settembre venne trasferito nel carcere di Weteringschans, in una cella assieme a condannati a morte. Quattro giorni dopo, l'11 settembre, venne trasferito al campo di concentramento di Amersfoort e qui venne scelto per essere trasportato in Germania. Ma il 17 settembre la stazione di Amersfoort venne distrutta da un bombardamento, così egli insieme con altri circa millecento uomini venne trasferito nello Zwolle il 26 settembre. Qui venne impiegato nei lavori di scavo di trincee anticarro. Il 30 dicembre 1944 venne nuovamente trasferito al campo di Wageningen e vi rimase sino al 28 marzo 1945, quando subì una marcia della morte che lo portò a Renkum, Heelsum, Oosterbeek, Arnhem, Westervoort e Zevenaar con l'intento di proseguire verso la Germania. Ma il giorno prima di quello previsto per il passaggio del confine, un bombardamento diede un'occasione buona a Kugler per darsi alla fuga approfittando della confusione. Rimase nascosto in una fattoria per qualche giorno, infine con una bicicletta tornò verso Hilversum, arrivandoci nell'aprile del 1945. Stette nascosto lì sino alla liberazione dei Paesi Bassi, il 5 maggio 1945.

### Dopo la guerra
La moglie, già gravemente malata durante la guerra, morì il 6 dicembre 1952. Tre anni dopo sposò Lucie Van Langen. La coppia si trasferì in Canada, paese nel quale abitavano già da tempo il fratello, la sorella e la madre. Il 16 settembre 1958 apparve come sfidante ospite al gioco televisivo statunitense To Tell the Truth.
Venne riconosciuto come Giusto tra le Nazioni nel 1973. Minato dalla malattia di Alzheimer, morì a Toronto nel 1981.